# Narodni odbor za Slovenijo
Narodni odbor za Slovenijo je bil slovensko politično predstavništvo, ustanovljeno v Ljubljani 6. aprila 1941, na dan napada sil osi na Kraljevino Jugoslavijo. Pobudnika za njegovo ustanovitev sta bila Slovenska ljudska stranka (SLS), ki je v njem dobila prevladujoč vpliv, ter pripadnik SLS Marko Natlačen, ban Dravske banovine, upravne enote, ki je obsegala jugoslovanski del Slovenije. Narodni odbor je deloval kot nekakšna ljubljanska podružnica tedanjega Slovenskega narodnega odbora v Londonu, ki ga je vodil minister Miha Krek. Ob okupaciji je Narodni odbor neuspešno skušal prevzeti civilno oblast. Zagovarjal je oblikovanje enotnega okupacijskega območja za celotno nekdanjo Dravsko banovino, vendar so si okupatorji ozemlje razdelili med sabo. 20. aprila so italijanske okupacijske oblasti civilno oblast prenesle na svoj Komisariat in Narodni odbor je prenehal delovati.

## Dejavnost
V Narodnem odboru so sodelovali predstavniki katoliške Slovenske ljudske stranke (pred jugoslovanskim državnim udarom 1941 slovenska veja Jugoslovanske radikalne zajednice), in konservativne Jugoslovanske narodne? stranke (pred državnim udarom slovenske veje Jugoslovanske narodne stranke), pa tudi Narodne radikalne stranke, Socialistične stranke Jugoslavije (SSJ) in Samostojne demokratske stranke (SDS). Prošnjo Komunistične partije za vstop so zavrnili z utemeljitvijo, da ni legalna stranka. Odklonili so tudi predlog, da bi Narodni odbor postal Obrambni odbor.
10. aprila je Narodni odbor razglasil, da prevzema oblast v Sloveniji. Prebivalstvo je pozval k redu in miru ter izročitvi orožja, enote jugoslovanske vojske pa, naj se mu podredijo in zaprosijo za premirje kot slovenska vojska. Vojaško poveljstvo v to zahtevo ni privolilo.
Marko Natlačen je po pozdravu italijanskih vojaških oblasti v Ljubljani odšel v Celje, kjer je Nemcem predlagal, da bi zasedli vso Slovenijo in jo oblikovali v posebno državo, podobno kot Hrvaško. Nemci so predlog zavrnili zaradi že zasnovanega načrta o razdelitvi Jugoslavije.
Natlačen je z zagotovitvijo lojalnosti fašističnem komisarju Emiliu Grazioliju ter s spomenico, ki jo je poslal Mussoliniju, skušal dobiti dovoljenje za izvrševanje oblasti. Mussolini je načeloma privolil v sodelovanje s predstavniki nekdanje oblasti na zasedenih območjih. Vendar se je 17. aprila Narodni odbor sestal zadnjič, saj so Italijani že 20. aprila civilno oblast banske uprave prenesli na svoj Komisariat za zasedeno slovensko ozemlje. Narodni odbor je s tem prenehal delovati.
Pred vojno legalne stranke so se konec aprila ali začetek maja 1942 ponovno povezale v Slovensko zavezo.